# Jugoslávská liga ledního hokeje 1986/1987
Sezóna 1986/1987 byla 45. sezónou Jugoslávské ligy ledního hokeje. Vítězem se stal tým HK Jesenice.

## Finále
Hrálo se na tři vítězné zápasy v rámci systému 1-1-1-1-1, * - po penaltovém rozstřelu.
|  | HK Partizan | 3 – 5 | HK Jesenice | Ledena dvorana Pionir, Bělehrad |
|  | HK Partizan |       | HK Jesenice |                                 |

| Souhrn zápasu | Souhrn zápasu | Souhrn zápasu | Souhrn zápasu | Souhrn zápasu |
| ------------- | ------------- | ------------- | ------------- | ------------- |
|               |               |               |               |               |

|  | HK Jesenice | 5 – 3 | HK Partizan | Dvorana Podmežakla, Jesenice |
|  | HK Jesenice |       | HK Partizan |                              |

| Souhrn zápasu | Souhrn zápasu | Souhrn zápasu | Souhrn zápasu | Souhrn zápasu |
| ------------- | ------------- | ------------- | ------------- | ------------- |
|               |               |               |               |               |

|  | HK Partizan | 2 – 5 | HK Jesenice | Ledena dvorana Pionir, Bělehrad |
|  | HK Partizan |       | HK Jesenice |                                 |

| Souhrn zápasu | Souhrn zápasu | Souhrn zápasu | Souhrn zápasu | Souhrn zápasu |
| ------------- | ------------- | ------------- | ------------- | ------------- |
|               |               |               |               |               |

## Konečné pořadí
1. HK Jesenice
2. HK Partizan
3. Kompas Olimpija
4. HK Crvena Zvezda Bělehrad
5. HK Bosna
6. HK Kranjska Gora
7. KHL Medveščak
8. HK Makoteks Skopje
9. HK Vojvodina Novi Sad